# Jaspis stelligera
Jaspis stelligera är en svampdjursart som först beskrevs av Arthur Dendy och Burton 1926.  Jaspis stelligera ingår i släktet Jaspis och familjen Ancorinidae. Inga underarter finns listade i Catalogue of Life.